# Sciurus flammifer
Sciurus flammifer är ett däggdjur som beskrevs 1904 av Oldfield Thomas. Arten ingår i släktet trädekorrar inom familjen ekorrar. IUCN kategoriserar arten globalt som otillräckligt studerad. Inga underarter finns listade i Catalogue of Life.

## Utseende
S. flammifer är en kraftigt byggd ekorre med långhårig grov päls, lång yvig svans och en färgrik teckning. Pälsen på huvudet (inklusive öronen) är klart rödbrun med ljusare fläckar bakom öronen samt ett gulorange parti kring munnen och på bröstet. Resten av pälsen på ovansidan är spräcklig i gult och svart, baktill övergående i rödbrunt och svart. Undersidan är vit, skild från ovansidan genom en orange linje. Benen är klart rödbruna på utsidan, vita på insidan. Svansen är till största delen orange; den innersta tredjedelen är dock svart med ett svagt inslag av orange. Kroppslängden är 54 till 61 cm, inklusive den 28 till 32 cm långa svansen.

## Utbredning
Arten förekommer i centrala Venezuela.

## Ekologi
Litet är känt om artens levnadssätt. S. flammifer är en dagaktiv trädekorre som lever i tropiska, låglänta urskogar, gärna i fuktiga, träskartade omrpden. Arten vistas högt uppe i lummiga trädkronor, där den också bygger sina lövbon. Födan består av frön, nötter och frukter, företrädesvis från palmer.